# Orhun Ene
Orhun Ene, né le 1er février 1967, à Erzurum, en Turquie, est un entraîneur et joueur turc de basket-ball. Comme joueur, il évolue au poste de meneur.